# Сильвеннёйнен, Эмми
Эмми Сильвеннёйнен (фин. Emmi Silvennöinen, род. 9 апреля 1988) — клавишница финской фолк-/MDM группы Ensiferum. 

## Творческая биография
Сильвеннёйнен исполняла обязанности сессионного клавишника после ухода Мейю Энхо в сентябре 2007 и окончательно была зачислена в основной состав группы перед записью альбома From Afar (2009). Ранее Эмми также была клавишницей в MDM/готик-метал-группе Exsecratus.

## Инструментарий
- Yamaha PSR 1500
- KORG N364